# Estación Pescaderos
Estación Pescaderos, Kilómetro Treinta y Nueve o en forma abreviada Km 39, es una localidad mexicana del estado de Baja California dentro del municipio de Mexicali. Según datos del INEGI contaba con una población de 1051 habitantes en 2010. Pertenece a la delegación Guadalupe Victoria

## Toponimia
Estación Pescaderos recibe su nombre del hecho de que el poblado era atravesado por el ferrocarril Sonora Baja California a la altura del kilómetro 39 de la vía férrea, contado a partir de Mexicali, y de que ahí se encontraba la denominada estación: “Pescaderos”. Además del ferrocarril, que en la actualidad, a inicios del siglo XXI, es operado por Ferromex únicamente como tren de carga. 

## Geografía
El poblado se encuentra al centro-sur de la zona del valle de Mexicali. La localidad se conecta con el resto del municipio por la carretera estatal n.º 38, que corre paralelamente, la mayor parte del trayecto, a las vías férreas antes mencionadas que lleva al noroeste hacia Estación Delta la cual dista aproximadamente 4.25 km y hacia el sureste hacia Ciudad Guadalupe Victoria que dista cerca de 1.6 km.